# 1770

## أحداث
- تأسيس مدينة ايتابتشننجا وتقع حاليا في البرازيل.
- 1 أغسطس - هزيمة القائد العثماني عوض زاده خليل باشا على يد القائد الروسي روماتروف في معركة كارتال، حيث قتل خمسين الف من المسلمين.
- أحمد الإنجليزي ينتهي من بناء أجزاء من مدينة الصويرة، منها مدخل الميناء.

## مواليد
- جابر بن عبد الله الصباح
- جورج فيلهلم فريدريش هيجل
- جورج كانينغ
- روبرت جنكنسون
- صوفي ميرو
- فريدرش هولدرلين
- فريديريك هيجل
- هنري ميدلتون
- وليام كلارك (مستكشف)
- ويليام ووردزوورث
- لودفيج فان بيتهوفن مؤلف موسيقي ألماني.

## وفيات
- جامباتيستا تييبولو
- جورج غرنفيل